# "Live" Full House
| Recensione                        | Giudizio        |
| --------------------------------- | --------------- |
| AllMusic                          | [ 2 ]           |
| The New Rolling Stone Album Guide | [ 3 ]           |
| Sputnikmusic                      | 3.9 (Excellent) |

"Live" Full House è il terzo album discografico (e primo dal vivo della discografia del gruppo) dei J. Geils Band, pubblicato dalla casa discografica Atlantic Records nel settembre del 1972.

## Tracce

### LP
Lato A
1. First I Look at the Purse – 3:56 (Robert Rogers, Smokey Robinson)
2. Homework – 2:34 (Al Perkins, Dave Clark, Otis Rush)
3. Pack Fair and Square – 1:41 (Walter Price)
4. Whammer Jammer – 2:21 (Juke Joint Jimmy)
5. Hard Drivin' Man – 4:23 (Wolf, J. Geils)

Lato B
1. Serves You Right to Suffer – 9:32 (John Lee Hooker)
2. Cruisin' for a Love – 3:32 (Juke Joint Jimmy)
3. Looking for a Love – 4:55 (James W. Alexander, Zelda Samuels)

## Formazione
- J. Geils - chitarra
- Peter Wolf - voce
- Seth Justman - piano, organo
- Magic Dick (Richard Salwitz) - harp
- Daniel Klein - basso
- Stephen Jo. Bladd - batteria, voce

Note aggiuntive
- Geoffrey Haslam e The J. Geils Band - produttori
- Registrazioni effettuate dal vivo il 21 e 22 aprile 1972 al Cinderella Ballroom di Detroit, Michigan (Stati Uniti)
- Geoffrey Haslam - ingegnere delle registrazioni, ingegnere del re-mixaggio
- John Paul Endress - fotografia copertina album originale
- Jim Marshall - fotografie (a J. Geils e Seth Justman)
- Robert Ellis - fotografia (a Peter Wolf)
- Peter Wolf e Stephen Jo. Bladd - ideazione copertina e design album
- Juke Joint Jimmy - assistenza speciale[6]

## Classifica
| Anno | Classifica    | Posizione raggiunta |
| ---- | ------------- | ------------------- |
| 1972 | Billboard 200 | 54                  |